# Libystes nitidus
Libystes nitidus är en kräftdjursart som beskrevs av Alphonse Milne-Edwards 1868. Libystes nitidus ingår i släktet Libystes och familjen simkrabbor. Inga underarter finns listade i Catalogue of Life.